# Juan de Dios Ramírez Perales
Juan de Dios Ramírez Perales (født 8. marts 1969 i Mexico City, Mexico) er en tidligere mexicansk fodboldspiller (forsvarer).
Ramírez spillede gennem karrieren udelukkende for klubber i den hjemlige liga. Han var blandt andet tilknyttet Pumas UNAM, Chivas Guadalajara og CF Monterrey. Han spillede desuden 49 kampe for Mexicos landshold. Han repræsenterede sit land ved VM i 1994 i USA og var også med til at vinde guld ved CONCACAF Gold Cup i 1993.

## Titler
Liga MX
- 1991 med Pumas UNAM

CONCACAF Gold Cup
- 1993 med Mexico